# Manettia tamaensis
Manettia tamaensis är en måreväxtart som beskrevs av Julian Alfred Steyermark. Manettia tamaensis ingår i släktet Manettia och familjen måreväxter. Inga underarter finns listade i Catalogue of Life.